# World Extreme Cagefighting
World Extreme Cagefighting (WEC) foi uma organização norte-americana de artes marciais mistas (MMA) comandada pela Zuffa, a mesma que produz o Ultimate Fighting Championship (UFC), e focava nas classes de pesos mais leves (70, 66, 61 e 57 kg). O WEC usava as mesmas regras do UFC, e realizava suas lutas numa jaula octagonal (octógono).
No dia 28 de outubro de 2010, Dana White anunciou a fusão do WEC com o UFC. Com isso, José Aldo se tornou campeão do Ultimate, assim como Dominick Cruz, que assegurou o título ao defender seu o cinturão do WEC contra Scott Jorgensen. Como o UFC já tem a categoria dos leves, o campeão do WEC Anthony Pettis iria enfrentará o vencedor da luta entre o campeão dos leves do UFC Frankie Edgar e Gray Maynard para unificar os cinturões. Como o confronto entre Edgar e Maynard deu empate e foi marcada uma nova luta entre os dois, Pettis enfrentou então Clay Guida no The Ultimate Fighter 13 Finale em sua estréia no UFC no dia 4 de junho de 2011, e foi derrotado por decisão unânime dos juízes.

## Campeões do World Extreme Cagefighting
| Categoria       | Peso      | Lutador        | Campeão desde                   | Defesas de título |
| --------------- | --------- | -------------- | ------------------------------- | ----------------- |
| Peso-meio-médio | até 77 kg | Carlos Condit  | 24 de março de 2007 (WEC 26)    | 3                 |
| Peso-leve       | até 70 kg | Anthony Pettis | 16 de dezembro de 2010 (WEC 53) | 0                 |
| Peso-pena       | até 66 kg | José Aldo      | 18 de novembro de 2009 (WEC 51) | 2                 |
| Peso-galo       | até 61 kg | Dominick Cruz  | 6 de março de 2010 (WEC 47)     | 2                 |